# Floor Jansen
Floor Elisabeth Maria Jansen Dahl (Goirle, 21 de fevereiro de 1981) é uma cantora, compositora e musicista neerlandesa. É mais conhecida como atual vocalista da banda de metal sinfônico Nightwish.
Jansen iniciou sua carreira como vocalista da banda After Forever, desde quando ingressou na música em 1997. Após a separação do grupo em 2009, ela fundou o ReVamp e lançou dois álbuns com a banda até a sua extinção em 2016. Em 2012, após a saída da vocalista do Nightwish, Anette Olzon, o grupo anunciou sua substituição por Jansen até o fim da Imaginaerum World Tour, sendo efetivada como vocalista oficial em 9 de outubro de 2013.
Em 2019, a cantora ganhou bastante notoriedade após participar da 12.ª temporada do reality show musical neerlandês Best Zangers, com as suas performances no programa sendo bastante elogiadas pela crítica especializada. Ela também esteve presente na nona temporada da versão alemã do programa, intitulada Sing meinen Song em 2022. Atualmente mantém uma carreira solo em paralelo com o Nightwish.

## Carreira

### After Forever (1997–2009)
Nascida na pequena cidade neerlandesa de Goirle, na província de Brabante do Norte, pelo nome de batismo Floor Elisabeth Maria Jansen, a cantora tinha apenas 16 anos quando se juntou ao Apocalypse (nome da banda After Forever no início da carreira) em 1997. Ela foi convidada pelos membros fundadores, Sander Gommans e Mark Jansen (sem relação), para executar os backing vocals em uma demo, mas ficou decidido que ela deveria fazer parte da banda integralmente após as gravações. Três anos depois, a banda assinou com o selo Transmission Records e lançou seu álbum de estreia, Prison of Desire. Jansen também tornou-se responsável pelas letras e melodias vocais do grupo desde a saída de Mark em 2002. Antes disso, até o álbum Decipher (2001), os dois escreviam juntos.
A banda rapidamente ganhou bastante reconhecimento na cena do metal sinfônico, e tocou em turnês pela Europa, América do Norte e do Sul, além de grandes festivais. Os álbuns Invisible Circles (2004) e Remagine (2005) foram lançados posteriormente, e o último disco autointitulado saiu em 2007.
Contudo, em 5 de fevereiro de 2009, um comunicado oficial foi expedido pela banda anunciando o encerramento de suas atividades.

### ReVamp (2009–2016)
Em junho de 2009, Jansen anunciou em sua página no Myspace que havia começado uma nova banda de metal, e em outubro do mesmo ano o nome foi finalmente revelado: ReVamp. O primeiro álbum do grupo foi então lançado em 2010, com a produção de Joost van den Broek (After Forever), Jaap Melman (Dreadlock Pussy) e Waldemar Sorychta (Grip Inc., Eyes of Eden), todos famosos como compositores e produtores.
No entanto, a banda teve que cancelar alguns concertos em 2011 devido a um burnout sofrido por Jansen, que a impossibilitou de se apresentar ao vivo ou sequer realizar qualquer atividade relacionada ao grupo. Eles retornaram para alguns shows em 2012, com as gravações do segundo álbum, Wild Card, ocorrendo paralelamente. O disco foi lançado em 2013, e eles tocaram em diversos países com a Wild Card World Tour.
Mais tarde em 29 de setembro de 2016, a banda anunciou em sua página no Facebook que havia encerrado as atividades. O motivo é que Jansen não poderia ser capaz de dar a devoção e atenção necessária à duas bandas ao mesmo tempo, sendo a sua outra o Nightwish. Ela disse no comunicado que se sentia orgulhosa dos dois álbuns do grupo e agradeceu a dedicação dos fãs durante toda a jornada da banda.

### Nightwish (2012–presente)

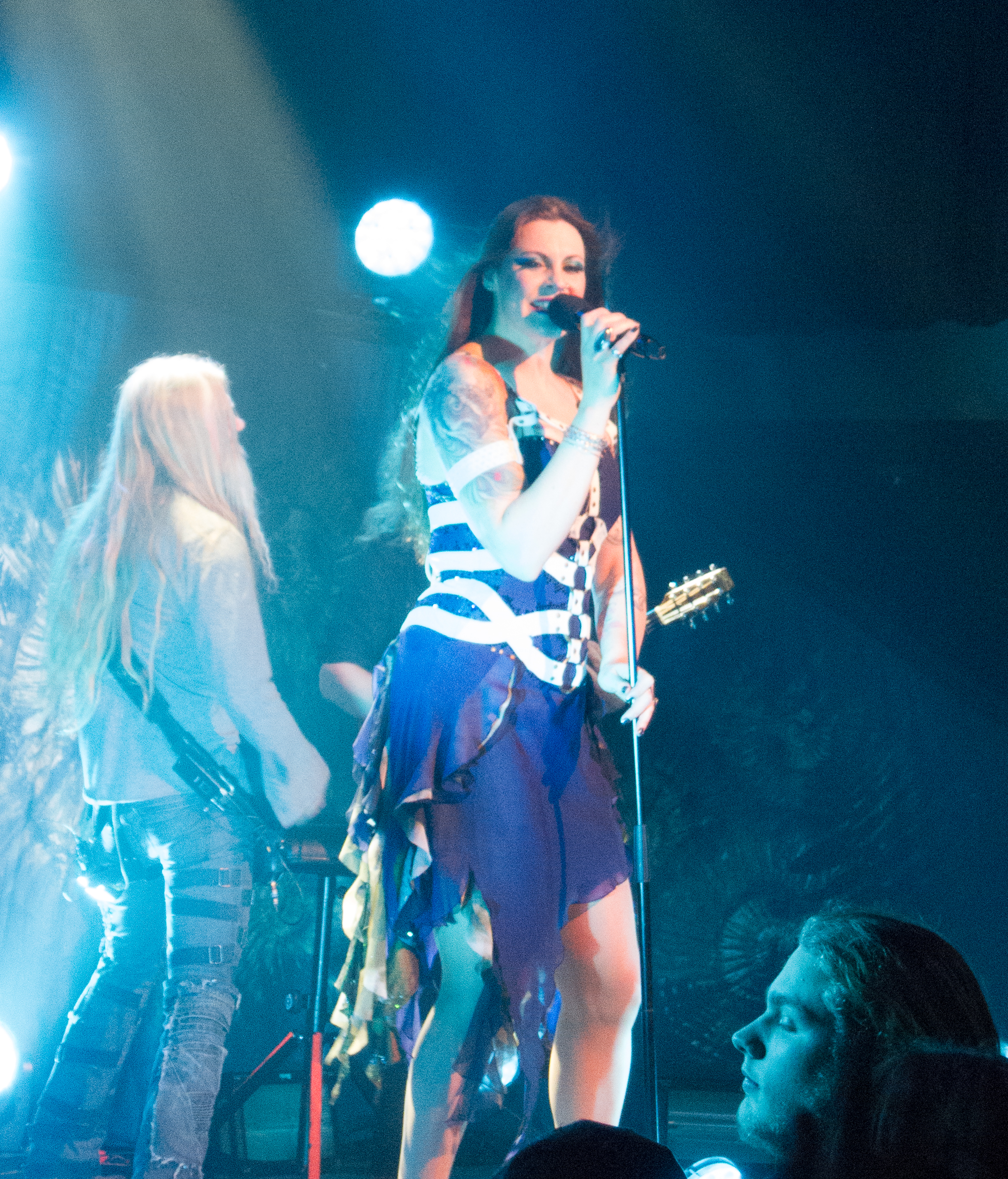
Jansen se apresentando com o Nightwish em London, Canadá em 2016

Em 1 de outubro de 2012, um comunicado no website da banda finlandesa Nightwish anunciou a saída da vocalista Anette Olzon, e a substituição da mesma por Jansen até o fim da Imaginaerum World Tour. A cantora já era conhecida do grupo há cerca de dez anos, quando o After Forever abriu para o Nightwish durante uma turnê do álbum Century Child na Europa, e desde então sempre mantiveram uma boa relação. O líder e tecladista Tuomas Holopainen afirmou que Floor foi a primeira opção da banda, e que a ideia original era que ela substituísse Anette apenas nos shows na América do Sul e Austrália, já que a mesma estaria com sua gestação avançada nesse período. No entanto, alguns problemas entre Olzon e a banda fizeram com que Floor fosse chamada antes do previsto, e ela teve que aprender o repertório dos shows num período de 48 horas — que incluiu um voo intercontinental dos Países Baixos para Seattle, Estados Unidos — a tempo de realizar sua primeira performance ao vivo com a banda.
Após cerca de um ano depois, em 9 de outubro de 2013, ela foi anunciada como integrante oficial do grupo juntamente com o multi-instrumentista Troy Donockley, e desde então já lançou três álbuns com a banda: Endless Forms Most Beautiful (2015), Human. :II: Nature. (2020) e Yesterwynde (2024), além de quatro lançamentos ao vivo.
Ela também cantou em um dueto com a primeira vocalista do Nightwish, Tarja Turunen, durante um festival na Bélgica em 2013, sendo considerado este um momento de grande importância e prestígio na cena do metal sinfônico.

### Televisão e carreira solo (2019–presente)
Em 2019, Jansen anunciou que havia sido escalada para participar da 12.ª temporada do reality show musical neerlandês Beste Zangers, exibido pela emissora de televisão AVROTROS, no qual artistas de variados gêneros musicais interpretam canções de outros cantores em seu próprio estilo, com Floor representando o metal sinfônico. Suas apresentações no programa ganharam bastante destaque nos Países Baixos e através de plataformas de vídeo como YouTube, sendo elogiadas pela crítica especializada. Algumas de suas performances incluíram "The Phantom of the Opera" com o barítono Henk Poort, "Winner" de Tim Akkerman, e "Que Sé Siente" de Rolf Sanchez. Sua participação no programa ainda a possibilitou excursionar com sua primeira turnê solo nos Países Baixos a partir de 2020, que culminou no lançamento do álbum ao vivo Live in Amsterdam (2022). Ela também ganhou o prêmio Popprijs 2019, concedido ao artista de maior impacto e importância na música popular neerlandesa no referido ano.
A versão alemã do programa intitulada Sing meinen Song também convidou Jansen para fazer parte do elenco de sua nona temporada, que foi ao ar em 2022 na Alemanha, Áustria e Suíça pela VOX, exponenciando a carreira da cantora em outros países europeus. Em março de 2022, ela assinou com o selo ADA Music, uma divisão da Warner Music Group especializada em artistas independentes, e lançou seu single de estreia "Fire" no mesmo mês, cujo seria incluído posteriormente em seu primeiro disco solo. Outras cinco canções foram disponibilizadas como singles até o lançamento do álbum de estreia solo da cantora, Paragon, que ocorreu em 24 de março de 2023.

### Outros projetos
Jansen também é um membro dos supergrupos de metal progressivo Star One e Ayreon, e do projeto finlandês Raskasta Joulua, tendo cantado em diversos álbuns de ambas as bandas. Ela ainda participou de turnês do projeto Christmas Metal Symphony, no qual envolve vários músicos de metal em shows com temática natalina, bem como fez uma performance especial no festival Games in Concert, sediado nos Países Baixos, em 26 de novembro de 2006, no qual cantou suas próprias versões de "Today" de Junkie XL, e "Sound of the Wind" do jogo eletrônico Final Fantasy Crystal Chronicles (2003). Além disso, ela já colaborou com variados artistas ao longo de sua carreira, tais como Devin Townsend, Epica, Sabaton, Soilwork, entre outros.
Em 2018, ela também lançou um projeto de hard rock em parceria com Jørn Viggo Lofstad (Pagan's Mind), intitulado Northward. Ambos os músicos tiveram a ideia de colaborarem após terem se conhecido em 2007 durante um festival nos Estados Unidos, porém acontecimentos como a dissolução do After Forever e Jansen ter iniciado outra banda logo em seguida, impossibilitaram os dois de darem continuidade ao projeto, até o mesmo ser finalmente lançado cerca de uma década depois, quando ambos encontraram tempo para finalizar o álbum.

## Descrição musical

### Estilo vocal

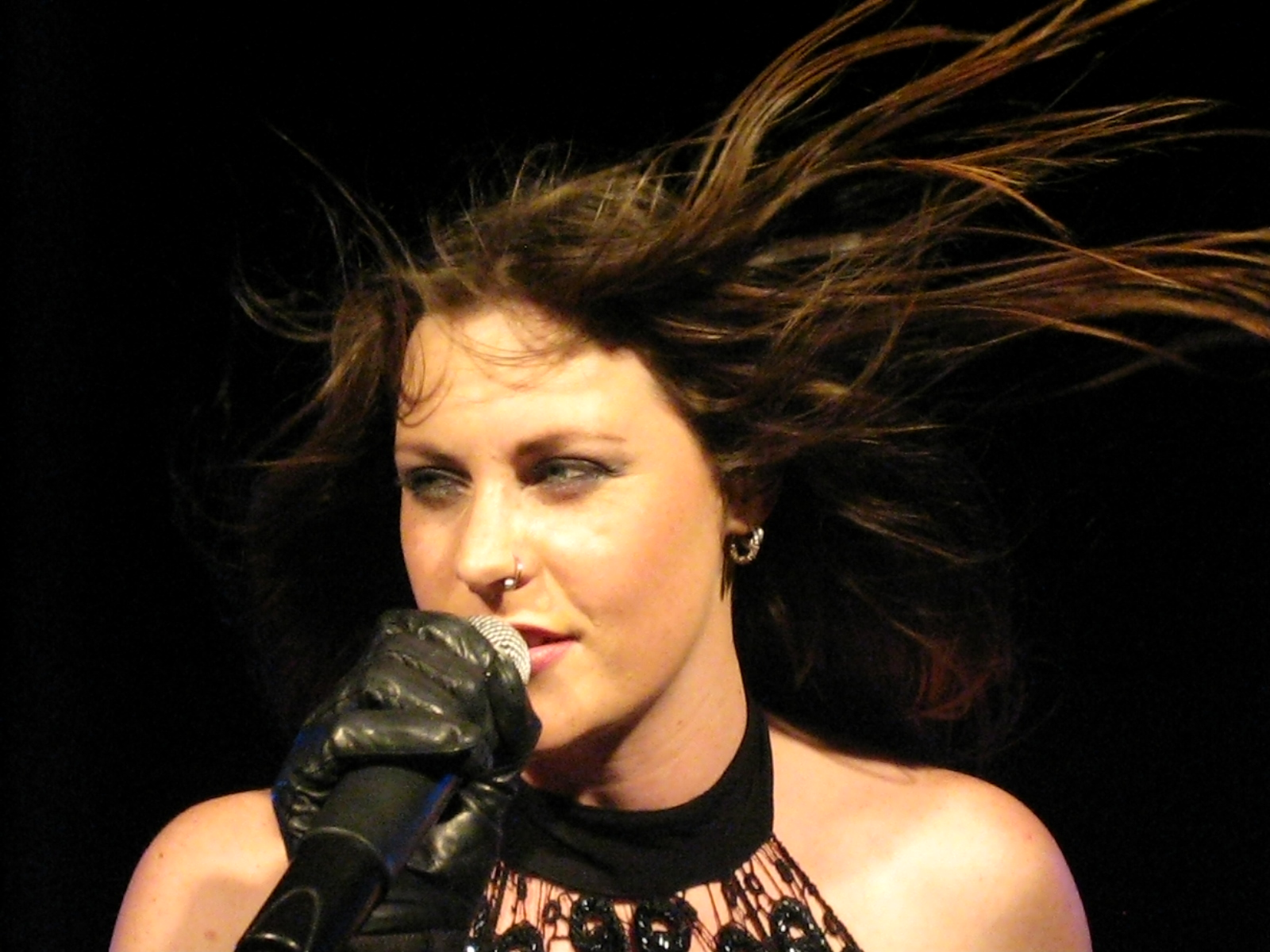
Floor é reconhecida por sua versatilidade vocal e capacidade de cantar vários estilos musicais.

Floor frequentou aulas regulares de piano clássico, flauta e guitarra durante sua adolescência, e iniciou seus estudos de canto em 1999, ao ingressar na Rockacademie, uma espécie de conservatório musical, porém mais direcionado a músicos de rock e pop, onde estudou canto popular, além de aprender também sobre teoria musical. Seu curso durou cinco anos, encerrando em 2004, na mesma época em que o After Forever lançava seu terceiro álbum, Invisible Circles. A então formanda apresentou, como trabalho de conclusão do curso, um bem-sucedido concerto musical de sua própria banda à bancada avaliadora.
Em 2002, paralelamente aos seus estudos na Rockacademie, Jansen passou a ter aulas de canto lírico em um conservatório de Tilburgo, Países Baixos, tendo estudado também teatro musical e um ano de ópera. Em seguida, ela começou a ensinar no seu próprio curso chamado Wanna Be a Star?!, e desde então tem atuado também como professora de canto, aplicando aulas online e eventualmente em workshops de forma presencial.
Sua extensão vocal é soprano lírico-dramático, sendo capaz de cantar desde ópera até belting e guturais, tornando-a reconhecida por sua enorme versatilidade vocal.

### Apresentações ao vivo

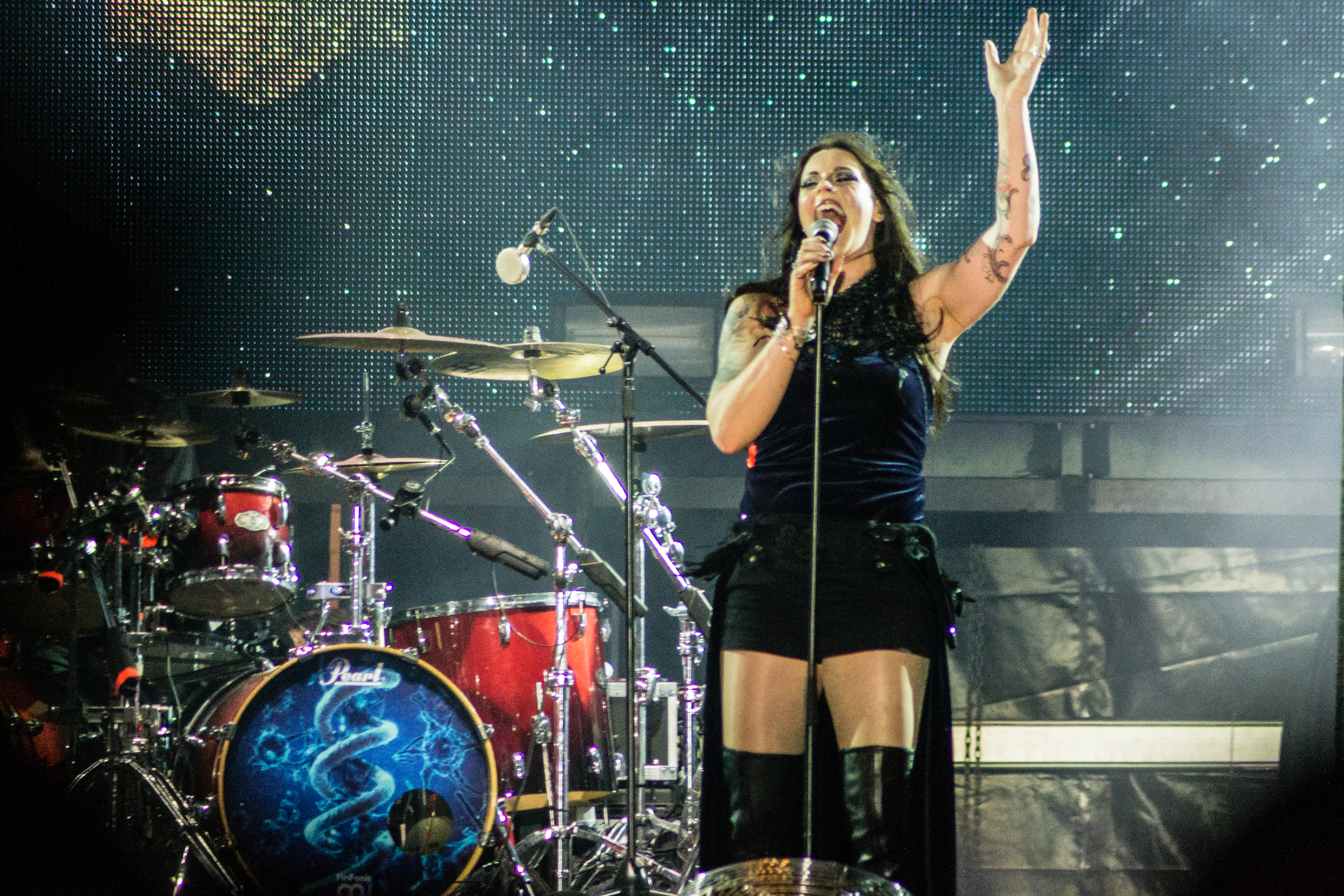
Jansen se apresentando com o Nightwish no festival Rock in Rio no Rio de Janeiro, Brasil em 2015

A primeira apresentação ao vivo de Floor ocorreu durante um musical que ela participou no ensino médio, e foi a partir desse momento que ela decidiu se tornar uma cantora profissional. De 2000 em diante ela começou a fazer turnês com sua banda After Forever pela Europa, onde tocou em importantes festivais como Pinkpop, Lowlands, Wacken e Masters of Rock. Eles também fizeram um grande concerto em conjunto com a tradicional orquestra neerlandesa Orpheus em Tilburgo, no dia 22 de dezembro de 2005.
Já em suas apresentações com o Nightwish, canções de todos os álbuns desde Angels Fall First fazem parte do repertório, e as apresentações possuem uso de efeito de luzes, pirotecnia e grandes telas de LED, além de objetos que se movem no palco, como os utilizados durante a performance no Ratinan Stadium, em Tampere, Finlândia em 31 de julho de 2015, maior concerto da banda em seus país natal até então. Com o Nightwish, Jansen se apresentou em todos os continentes, exceto a África, além de diversos festivais como Rock in Rio e Download, e prestigiosas arenas como Hartwall, Wembley e Ziggo Dome.
De maneira solo, Jansen já realizou algumas performances em conjunto com o quarteto de cordas Red Limo entre 2008 e 2009, incluindo uma participação no programa de TV neerlandês Podium. Ela também cantou o hino nacional neerlandês na abertura do Grande Prêmio dos Países Baixos da Fórmula 1 em 4 de setembro de 2022, além de ter sido convidada para abrir o concerto da banda Metallica na cidade de Amsterdã em 29 de abril de 2023.
Floor também já colaborou exclusivamente ao vivo com algumas bandas, como Delain na canção "A Day for Ghosts" em 2009, Adrenaline Mob na faixa "Come Undone" em 2012, Kamelot na canção "The Haunting (Somewhere in Time)" em 2013, entre outros.

## Vida pessoal

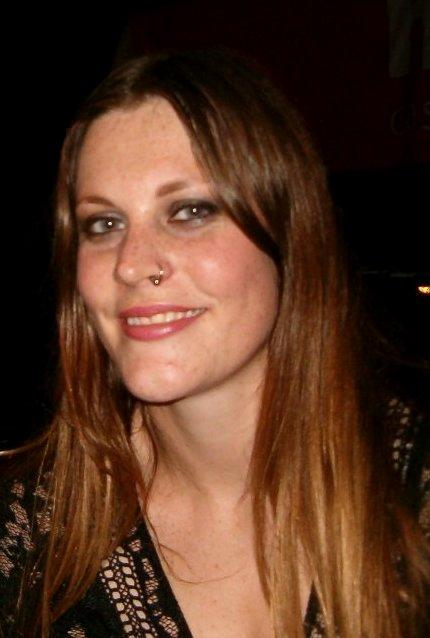
Jansen nos bastidores de um concerto do After Forever em setembro de 2007

Jansen cita a cantora Anneke van Giersbergen como sua maior influência dentro da cena do metal, e diz que o álbum Mandylion (1995) da banda The Gathering foi responsável por fazê-la querer cantar. Ela também é atéia, poliglota (dominando neerlandês, inglês, alemão, finlandês e sueco) e já foi vegetariana por alguns anos. Sua irmã é a cantora Irene Jansen.
Em 2014, ela imigrou para a Finlândia, residindo na cidade de Joensuu por um ano. Atualmente vive em um rancho no interior de Gotemburgo, Suécia juntamente com seu marido Hannes van Dahl, baterista da banda Sabaton, e suas filhas Freja (nascida em 15 de março de 2017), e Lucy (nascimento anunciado em 20 de outubro de 2023). Antes disso, ela esteve em um relacionamento com o ex-guitarrista do After Forever, Sander Gommans, entre 2000 e 2007.
Em 2019, uma recém identificada espécie de besouro descoberta pelo cientista Andreas Weigel foi nomeada de Tmesisternus floorjansenae, em homenagem a Floor. E em 2020, uma recém identificada espécie de ofiúro do período Maastrichtiano foi nomeada de Ophiomitrella floorae, também em homenagem à cantora.
Em outubro de 2022, Jansen emitiu uma nota dizendo que havia sido diagnosticada com câncer de mama benigno em estágio inicial, e que estaria livre da doença após ser submetida a uma cirurgia local para a remoção do tumor e tratamento radiológico. Ela aproveitou a oportunidade para conscientizar seu público a respeito da importância de exames periódicos e do autocuidado. Mais tarde em novembro, ela anunciou publicamente que estava curada do câncer.

## Discografia
| Álbuns de estúdio - Paragon (2023) Álbuns ao vivo - Live in Amsterdam (2022) Singles - "Fire" (2022) - "Storm" (2022) - "Me Without You" (2022) - "Invincible" (2023) - "Daydream" (2023) - "My Paragon" (2023) Videoclipes - "Fire" (2022) - "Storm" (2022) - "Me Without You" (2022) - "Invincible" (2023) - "Daydream" (2023) - "My Paragon" (2023) | - Prison of Desire (2000) - Decipher (2001) - Invisible Circles (2004) - Remagine (2005) - After Forever (2007) - ReVamp (2010) - Wild Card (2013) - Endless Forms Most Beautiful (2015) - Human. :II: Nature. (2020) - Yesterwynde (2024) - Northward (2018) |

### Participações
| Ano  | Artista                             | Álbum                                            | Faixa                                                         |
| ---- | ----------------------------------- | ------------------------------------------------ | ------------------------------------------------------------- |
| 1998 | In Memoriam                         | From Beyond                                      | "Darkness Falls"                                              |
| 2000 | Ayreon                              | Universal Migrator Part 1: The Dream Sequencer   | "My House on Mars"                                            |
| 2002 | Star One                            | Space Metal                                      | (Múltiplas faixas)                                            |
| 2003 | Star One                            | Live on Earth                                    | (Múltiplas faixas)                                            |
| 2003 | Bertus Borgers & The Foyer Rockband | Z.G.A.N.                                         | "Druk op de knop"                                             |
| 2005 | Nightmare                           | The Dominion Gate                                | "A Taste of Armageddon"                                       |
| 2008 | Ayreon                              | 01011001                                         | (Múltiplas faixas)                                            |
| 2008 | Ayreon                              | Elected                                          | "Ride the Comet"                                              |
| 2008 | Doro Pesch                          | Celebrate – The Night of the Warlock             | "Celebrate (Full Metal Version)"                              |
| 2009 | Doro Pesch                          | Fear no Evil                                     | "Celebrate"                                                   |
| 2009 | Krusader                            | Angus                                            | (Múltiplas faixas)                                            |
| 2010 | Star One                            | Victims of the Modern Age                        | (Múltiplas faixas)                                            |
| 2010 | Doro Pesch                          | 25 Years in Rock... and Still Going Strong       | "Celebrate (Full Metal Female Version)" "All We Are"          |
| 2011 | Mayan                               | Quarterpast                                      | (Múltiplas faixas)                                            |
| 2011 | Devin Townsend Project              | Deconstruction                                   | "Pandemic"                                                    |
| 2013 | Epica                               | Retrospect                                       | "Stabat Mater Dolorosa" "Sancta Terra"                        |
| 2014 | Mayan                               | Antagonise                                       | "Burn Your Witches" "Redemption"                              |
| 2014 | Avalon                              | Angels of the Apocalypse                         | (Múltiplas faixas)                                            |
| 2014 | U Meet                              | No Just                                          | "Cognitive Bias"                                              |
| 2014 | Countermove                         | "The Power of Love" (single)                     | "The Power of Love"                                           |
| 2015 | Soilwork                            | Live in the Heart of Helsinki                    | "Let This River Flow"                                         |
| 2016 | Sabaton                             | The Last Stand                                   | (Múltiplas faixas)                                            |
| 2016 | Evergrey                            | The Storm Within                                 | "In Orbit" "Disconnect"                                       |
| 2017 | Ayreon                              | The Source                                       | (Múltiplas faixas)                                            |
| 2017 | Raskasta Joulua                     | Raskasta Joulua IV                               | "Oi joulunajan ihmiset" "Joulun rauhaa"                       |
| 2017 | Tarja Turunen                       | "Feliz Navidad" (single)                         | "Feliz Navidad (Barbuda Relief and Recovery Charity Version)" |
| 2018 | Ayreon                              | Ayreon Universe – The Best of Ayreon Live        | (Múltiplas faixas)                                            |
| 2018 | Metal Allegiance                    | Volume II: Power Drunk Majesty                   | "Power Drunk Majesty (Part II)"                               |
| 2019 | Sabaton                             | The Great War                                    | "The Future of Warfare (Soundtrack Edition)"                  |
| 2019 | (Vários artistas)                   | Beste Zangers Seizoen 12                         | (Múltiplas faixas)                                            |
| 2019 | Raskasta Joulua                     | Live Hartwall Arena 2017                         | (Múltiplas faixas)                                            |
| 2022 | Star One                            | Revel in Time                                    | "Hand on the Clock"                                           |
| 2022 | Sabaton                             | The Symphony to End All Wars                     | (Múltiplas faixas)                                            |
| 2022 | (Vários artistas)                   | Sing Meinen Song Das Tauschkonzert Volume 9      | (Múltiplas faixas)                                            |
| 2022 | Avantasia                           | A Paranormal Evening with the Moonflower Society | "Kill the Pain Away" "Misplaced Among the Angels"             |

## Filmografia
| Ano  | Título                                                      | Personagem | Nota                                                                          |
| ---- | ----------------------------------------------------------- | ---------- | ----------------------------------------------------------------------------- |
| 2015 | Soaring Highs and Brutal Lows: The Voices of Women in Metal | Ela mesma  | Documentário sobre cantoras de metal.                                         |
| 2016 | To Nightwish with Love                                      | Ela mesma  | Documentário produzido pela emissora finlandesa Yle e fãs da banda Nightwish. |
| 2019 | Beste Zangers                                               | Ela mesma  | Reality show musical; oito episódios.                                         |
| 2022 | Sing meinen song                                            | Ela mesma  | Reality show musical; oito episódios.                                         |
| 2022 | Die Floor Jansen Story                                      | Ela mesma  | Documentário produzido pela emissora alemã VOX sobre sua vida e carreira.     |